# 皮蒂波區

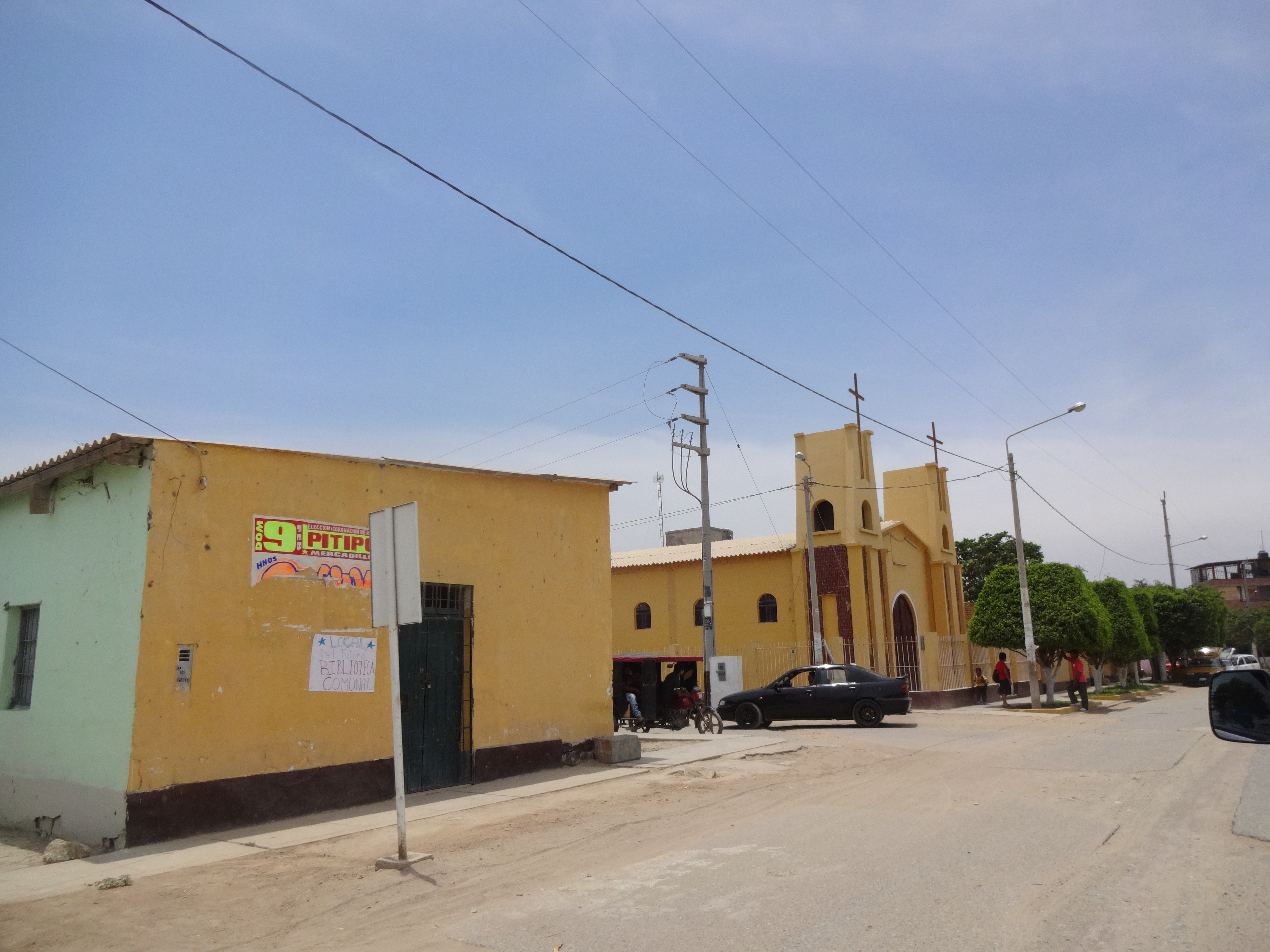

6°33′59″S 79°46′51″W / 6.5664°S 79.7808°W
皮蒂波區（西班牙語：Distrito de Pítipo），是秘魯的一個區，位於該國西北部蘭巴耶克大區的費雷尼亞費省，始建於1951年2月17日，面積558.2平方公里，海拔高度80米，2005年人口18,466，人口密度每平方公里33人。